# Séniergues
Séniergues ist eine französische Gemeinde mit 144 Einwohnern (Stand 1. Januar 2022) im Département Lot in der Region Okzitanien. Sie gehört zum Kanton Causse et Bouriane und zum Arrondissement Gourdon.
Nachbargemeinden sind Ginouillac im Nordwesten, Carlucet im Nordosten, Montfaucon im Süden und Soucirac im Westen.

## Bevölkerungsentwicklung

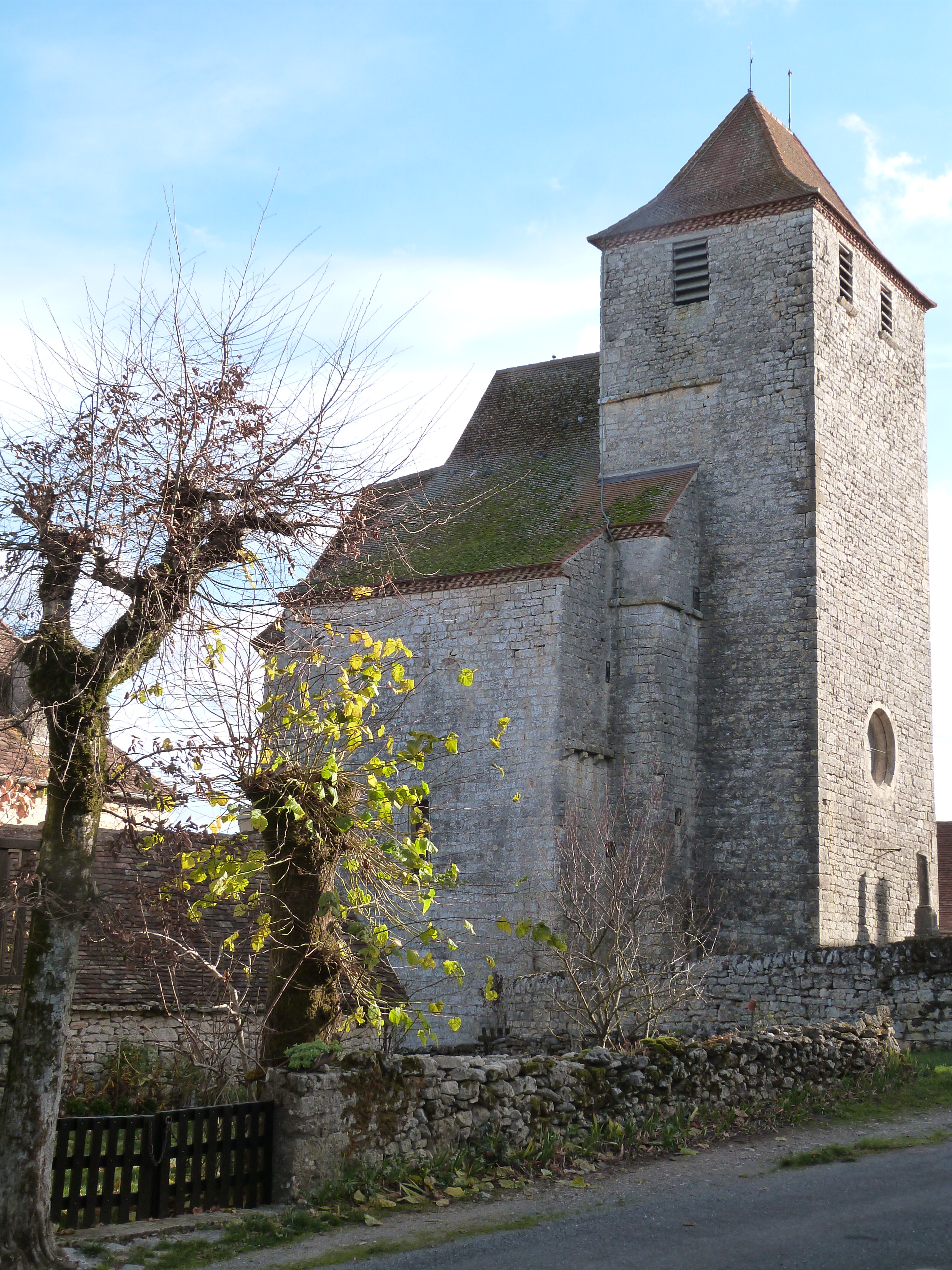
romanische Kirche Saint-Martin, Monument historique seit 1974

| Jahr      | 1962 | 1968 | 1975 | 1982 | 1990 | 1999 | 2008 | 2018 |
| --------- | ---- | ---- | ---- | ---- | ---- | ---- | ---- | ---- |
| Einwohner | 145  | 108  | 118  | 130  | 128  | 113  | 135  | 135  |